# Gehöft Fohrder Hauptstraße 7 (Havelsee)
Das Gehöft in der Adresse Fohrder Hauptstraße 7 in der Stadt Havelsee, im Ortsteil Fohrde ist ein unter Denkmalschutz stehendes Wohngebäude mit zugehörigen Stallungen und einer Scheune.

## Bauwerk

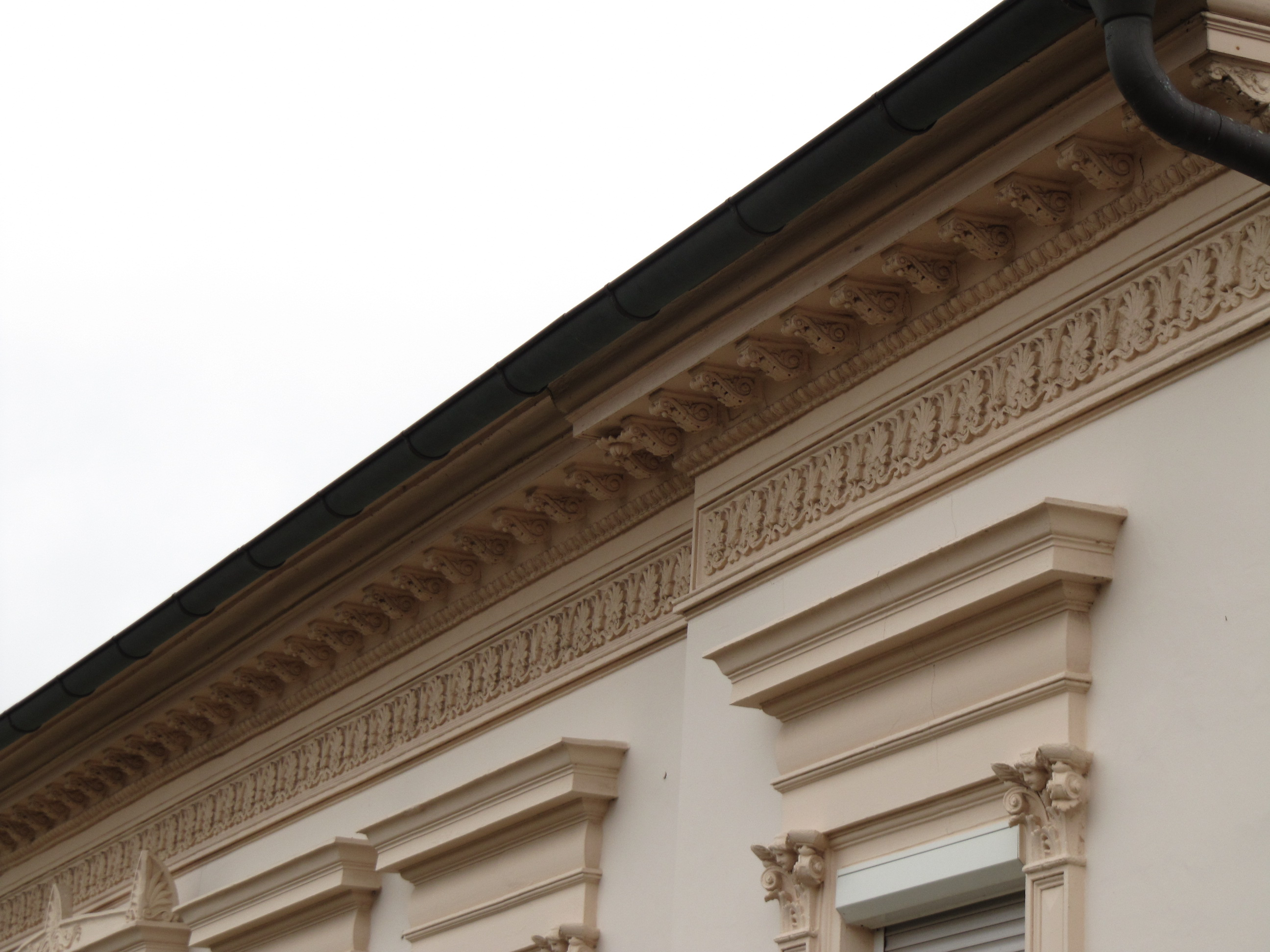
Der reich verzierte Fries mit Konsolen; Fensterstürze

Es handelt sich um ein einstöckiges Wohnhaus, das längs zur Straße steht. Auffälligstes Detail ist ein reicher Fries mit kleinen Konsolen und ein Gesims unmittelbar unter der Traufe. Das Portal ist über eine sechsstufige Freitreppe zu erreichen. Es weist Pilaster mit blumigen Kapitellen und eine ausgeschmückte Verdachung mit Wappen auf. Die ausgeschmückte Holztür ist zweiflüglig und besitzt kleine Oberlichtfenster.
Über dem Sockel verläuft ein schlichtes doppeltes Gesims. Die Fenster der zur Straße ausgerichteten Fassade sind ebenfalls mit Pilastern mit blumigen Kapitellen versehen. Die Fensterverdachungen sind etwas schlichter als die Verdachung des Portals. Unter den Fenstern verläuft ein weiteres, um die Pilaster verkröpftes Gesims, das scheinbar von Konsolen, die hier die Verlängerung der Pilaster sind, getragen wird. Die äußeren rechten und linken Fenster befinden sich jeweils in einem nur leicht vorspringenden Seitenrisalit. Auch um diesen läuft das Gesims verkröpft. 
Das Dach ist ein vollkommen schlichtes, mit Biberschwänzen gedecktes Satteldach mit Luken. Die anderen Seiten des Hauses sind schmucklos gehalten und mit unauffälligen Fenstern versehen. Weiterhin gehören zum Denkmal die aus blanken Klinkern gemauerten Stallgebäude und die Scheune im Hof.